# پت کینسللا
پت کینسللا (انگلیسی: Pat Kinsella؛ زادهٔ ۸ نوامبر ۱۹۴۳) بازیکن فوتبال است.
از باشگاه‌هایی که در آن بازی کرده‌است می‌توان به باشگاه فوتبال ترانمره راورز، باشگاه فوتبال لیورپول، و باشگاه فوتبال استوک‌پورت کانتی اشاره کرد.